# Římskokatolická farnost Kozly u Loun
Římskokatolická farnost Kozly u Loun (lat. Kosla) je církevní správní jednotka sdružující římské katolíky na území obce Kozly a v jejím okolí. Organizačně spadá do lounského vikariátu, který je jedním z 10 vikariátů litoměřické diecéze. Centrem farnosti je kostel sv. Martina v Kozlech u Loun.

## Historie farnosti
Datum založení tzv. staré farnosti není známo. Matriky jsou vedeny od roku 1707. Farnost byla kanonicky znovuzřízena roku 1717.

### Duchovní správcové vedoucí farnost
Začátek působnosti jmenovaného v duchovní správě farnosti od:
- 1716   Wenceslaus Franc. Růžička
- 1724   Wenceslaus Nespěšný
- 1765   Joannes Ludov. Tichy
- 1785   Wenc. Kopetzky
- 1800   par. vacat
- 1801   Ioann. Minaržik
- 1813   Jos. Podhaysky
- 1815   Ignat. Hornik, n. 19. 2. 1790 Gitschin, o. 24. 3. 1811, † 10. 7. 1851
- 1851   par. vacat, admin. Franc. Nečasek
- 1852   Josef Stínil,[p 2] n. 30. 11. 1808 Přelouč, o. 25. 7. 1832, † 15. 12. 1870
- 1871   par. vacat, admin. int. Anton. Schneider
- 1872   Petr Kopal, farář, n. 2. 7. 1834 Držkov, o. 25. 7. 1859
- 1883   par. vacat, admin. int. Steph. Váňa
- 1884   Jos. V. Mejznar, n. 14. 3. 1846 Jilemnic., o. 13. 7. 1873
- 1902   Joann. Štika, n. 30. 1. 1865 Odřepsy, o. 15. 7. 1888
- 1907   par. vacat, admin. interc. Jos. Ottl
- 1908   Josef Ottl, n. 26. 6. 1866 Sv. Jan, o. 28. 11. 1888, † 3. 12. 1929
- 1930   Josef Gernert, n. 12. 4. 1899 Lewin, o. 1. 7. 1923, † 12. 7. 1976
- 1932   par. vacat, admin. exc. Anton. Hausmann
- 1933   par. vacat, admin. exc. Oscar Kretschmer
- 1934   par. vacat, admin. interc. Alois. Fritschka
- 1939   par. vacat, admin. interc. exc. Jos. Schubert
- 1941   par. vacat, admin. Laurent. Bünger
- 1. 3. 1943 par. vacat, admin. Franc. Pietsch O.M.I.
- 25. 6. 1946 Joann. Wollmann
- 1. 7.  1969   Josef Petrucha
- 1. 7.  1972   Pavel Zelina
- 1. 6.  1977   Josef Kordík
- 1. 5.  1981   Jozef Piroh
- 1. 9. 1992    Werner Horák, admin. exc. z Loun
- 1. 1. 2020 Vít Machek, admin. exc. z Loun
- 15. 3. 2023 Lukáš Hrabánek, admin. exc. z Loun
- 1. 10. 2023 Wojciech Szostek, admin. exc. z Loun[3]

Kromě kněží stojících v čele farnosti, působili ve farnosti v průběhu její historie i jiní kněží. Většinou pracovali jako farní vikáři, kaplani, katecheté, výpomocní duchovní aj.

## Území farnosti
Do farnosti náleží území obce:
- Chrámce (Kramitz)[p 3]
- Jablonec (Jablonitz)[p 3]
- Kozly (Kosel)[p 3]
- Odolice (Wodolitz)[p 3]
- Sinutec (Sinutz)[p 3]

## Římskokatolické sakrální stavby na území farnosti
| | Fotografie | Stavba             | Místo    | Bohoslužby                      | Zeměpisné souřadnice             | Status        | Číslo kulturní památky           |
| Kostel | Kostel     | Kostel             | Kostel   | Kostel                          | Kostel                           | Kostel        | Kostel                           |
| --- | ---------- | ------------------ | -------- | ------------------------------- | -------------------------------- | ------------- | -------------------------------- |
| 1. |            | Kostel sv. Martina | Kozly    | bližší informace o bohoslužbách | 50°27′24″ s. š., 13°47′2″ v. d.  | farní kostel  | 43403/5-1192 (Pk•MIS•Sez•Obr•WD) |
| Kaple |            |                    |          |                                 |                                  |               |                                  |
| 2. |            | Kaple sv. Víta     | Sinutec  | bohoslužby příležitostně        | 50°26′43″ s. š., 13°47′29″ v. d. | kaple         | 43258/5-1195 (Pk•MIS•Sez•Obr•WD) |
| Zaniklé objekty |            |                    |          |                                 |                                  |               |                                  |
| 3. |            | Kaple sv. Václava  | Jablonec | nelze sloužit                   |                                  | zbořená kaple | —                                |
| Některé drobné sakrální stavby a pamětihodnosti lze dohledat zde v databázi Drobné sakrální památky Zaniklé sakrální stavby lze dohledat zde v databázi Poškozené a zničené kostely, kaple a synagogy v České republice |            |                    |          |                                 |                                  |               |                                  |

Ve farnosti se mohou nacházet i další drobné sakrální stavby, místa římskokatolického kultu a pamětihodnosti, které neobsahuje tato tabulka.

## Příslušnost k farnímu obvodu
Z důvodu efektivity duchovní správy byl vytvořen farní obvod (kolatura) farnosti – děkanství Louny, jehož součástí je i farnost Kozly u Loun, která je tak spravována excurrendo.

## Galerie

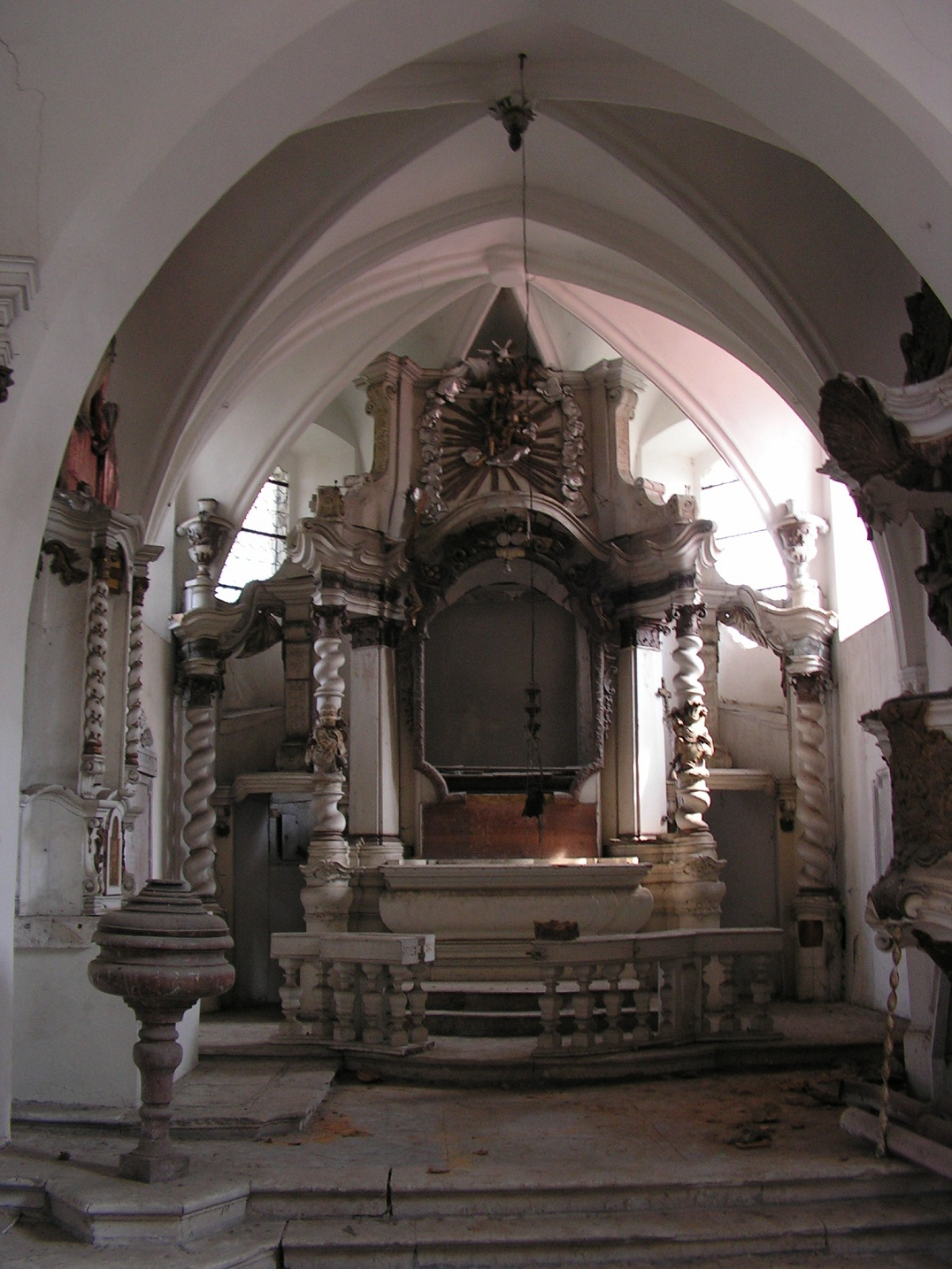
Presbytář kostela sv. Martina v Kozlech u Loun
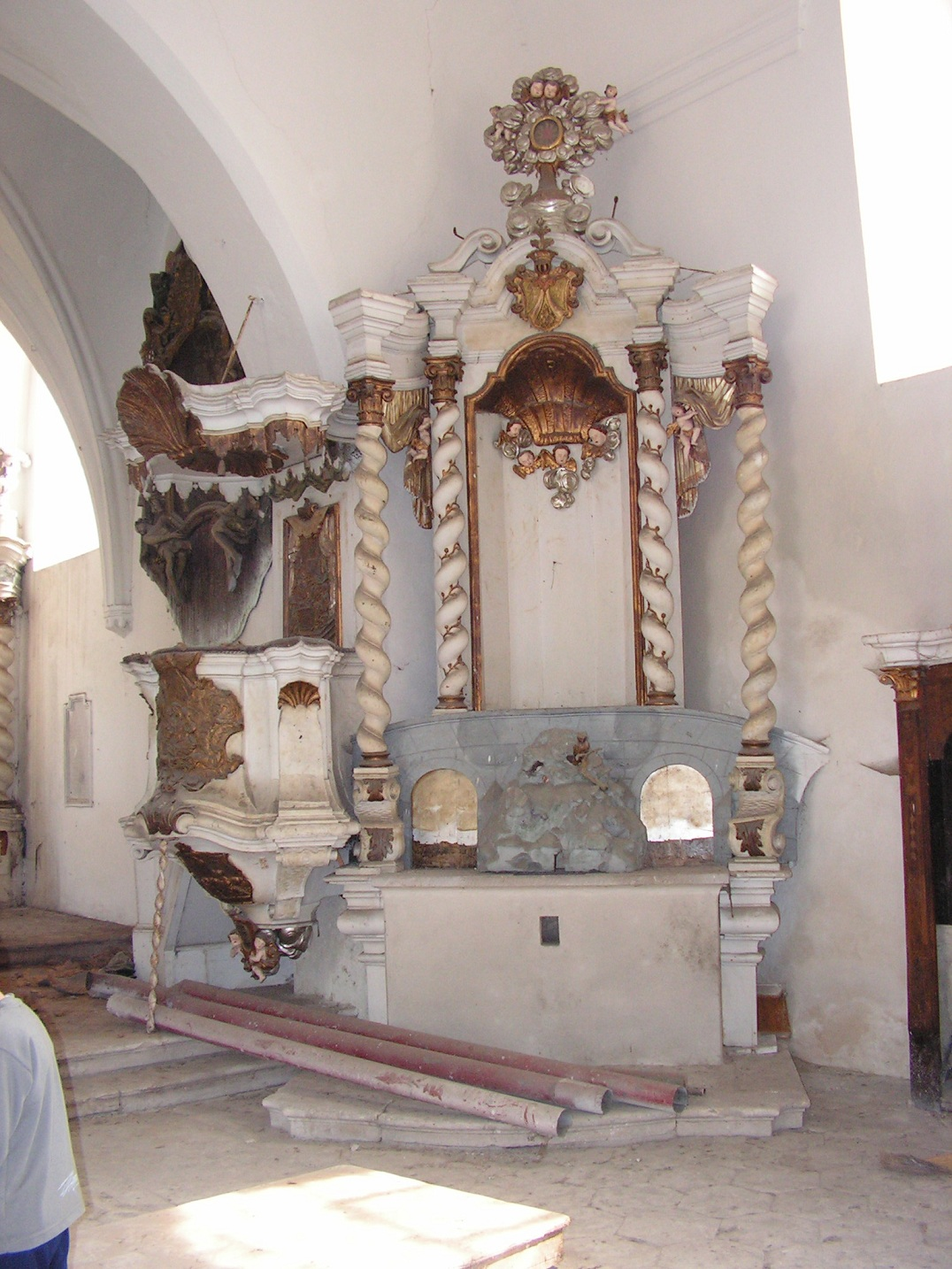
Kazatelna v kostele sv. Martina v Kozlech u Loun